# Cohors V Breucorum equitata civium Romanorum
La Cohors V Breucorum equitata civium Romanorum fue una unidad auxilia de infantería del ejército del Imperio romano del tipo cohors quinquagenaria equitata, cuya existencia está atestiguada desde la segunda mitad del siglo I hasta mediados del siglo III.

## Reclutamiento
Esta cohorte fue reclutada por orden de Nerón en el año 55 de entre los miembros del pueblo de los Breuci, quienes habitaban el valle del río Sava en la provincia romana de Pannonia, concretamente en la zona que desde Adriano entraría a formar parte de la provincia Pannonia Inferior. Su reclutamiento se debió a la necesidad de reforzar la frontera del Danubio, de la que su predecesor, el emperador Claudio, había sacado unidades auxiliares para la conquista de Britania.
La unidad fue asignada la provincia Panonia, en algún fuerte próximo a la base legionaria de Carnuntum (Petronell, Austria), lugar en el que se constata la presencia de dos soldados de la unidad, uno anónimo y otro llamado Véneto, y ambas inscripciones permiten asegurar que la unidad era equitata y que portaba el título de civium romanorum, tal vez asignado por Domiciano durante sus operaciones en el Danubio contra el reino de Dacia.
La presencia de la unidad en Pannonia esta también atestiguada por un diploma militar de 80.

## Desde finales delsigloIhasta mediados delIII

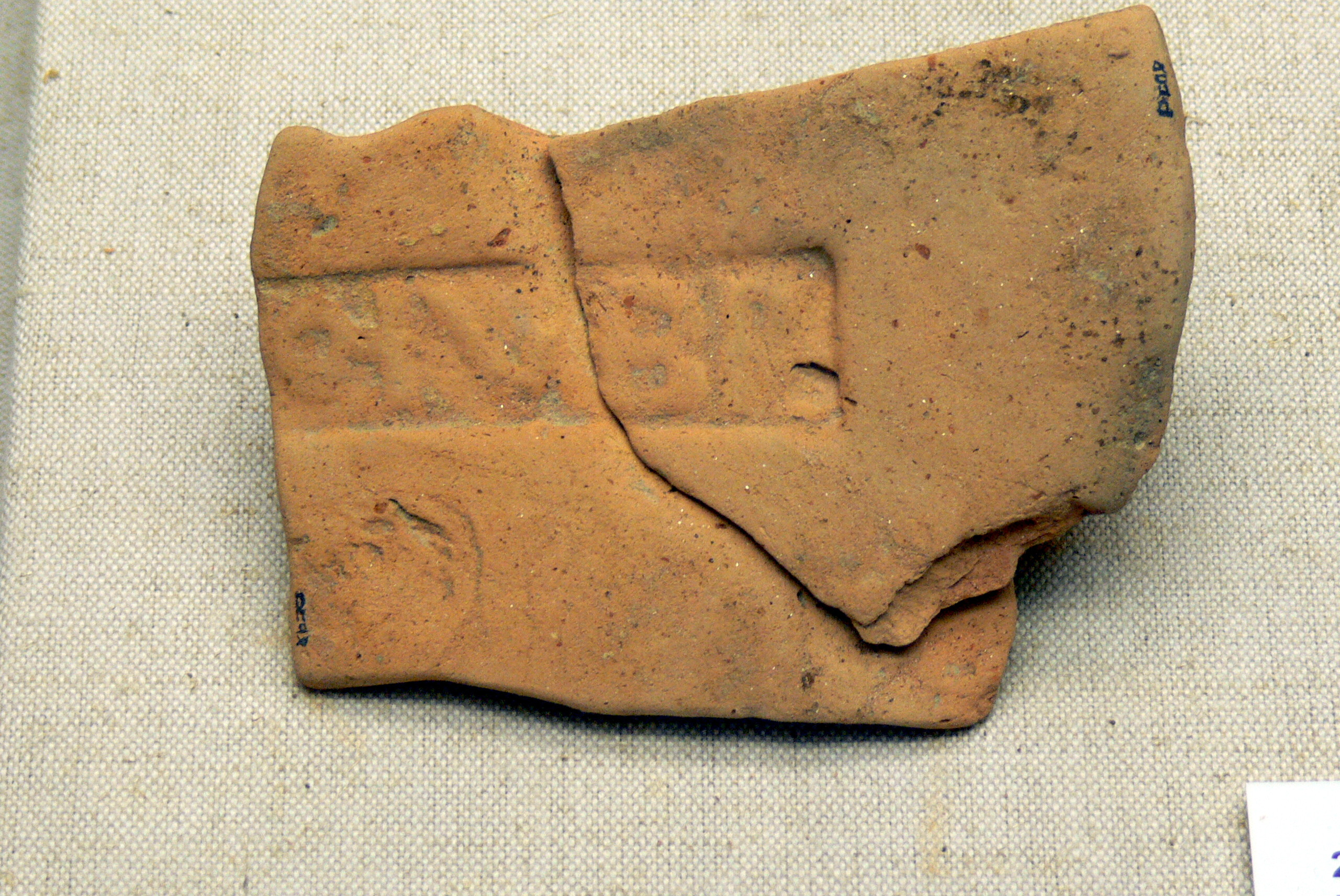
Ladrillo romano con figlina de la Cohorte procedente del castellum de Passau (Alemania).

Terminada la guerra dacia de Domiciano, este emperador decidó traladar la guarnición de la cohorte a la vecina provincia de Nórico, donde aparece atestiguada en un diploma de 95, y allí permanecía bajo Adriano en 135-138 y bajo Antonino Pío en 156 y 157.
De su estancia en Nórico, también tenemos constancia en la primera mitad del siglo II a través de uno de sus soldados, Suro hijo de Brición, y a comienzos del III con el veterano Aurelio Saturio. Por su parte, el caballero romano itálico Tito Acilio Florentino dirigió en esa provincia la cohorte en algún momento del siglo II.
La unidad fue desplazada a la vecina provincia de Recia a finales del siglo II, donde aparece atestigua en la base de Boiodurum mediante un ladrillo con su figlina, y de esa provincia procede el último testimonio de la cohorte, fechado entre 244 y 249, bajo Filipo el Árabe, cuando a su frente estuvo el tribuno Septimio Claudiano, lo que parece indicar que fue transformada de cohorte equitata quingenaria en cohorte peditata miliaria.
La unidad debió ser destruida poco después, durante las invasiones de los alamanes de 260 en adelante.